# زمین‌لرزه ۱۱۰۰ تبریز
زمین‌لرزه تبریز، زمین‌لرزهٔ شدیدی بود که در ۶ اردیبهشت ۱۱۰۰ خورشیدی، شهر تبریز را ویران کرد. بسیاری از ساختمان‌های تبریز در اثر این زمین‌لرزه ویران شده و چند ده هزار نفر کشته شدند.
تعداد کشته‌ها درمنابع مختلف، بین ۸۰٬۰۰۰ تا ۲۵۰٬۰۰۰ تن ذکر شده است. ولی تعداد ۸۰٬۰۰۰ تن واقعی‌تر به نظر می‌رسد.